# Scottish Rite Temple (Mobile)
Der ehemalige Scottish Rite Temple, heute bekannt als The Temple Downtown, ist ein historisches Gebäude in Mobile, Alabama, das früher freimaurerischen Versammlungen diente. Architekt des ägyptisierenden Bauwerks war George Bigelow Rogers. Er inspirierte sich an antiken Pylonen und am Bab al-Amara Tor in Karnak. Die beiden Obelisken im Dachbereich dienten ursprünglich als Rauchfänge.
Die Grundsteinlegung des Tempels erfolgte am 30. November 1921, die Fertigstellung schon 1921. Das Gebäude wurde am 5. Januar 1984 ins National Register of Historic Places eingetragen. Seit dem 1996 erfolgten Verkauf an eine Privatperson dient es als festliches Bankettlokal.